# Bassel Fleihan
Bassel Fleihan (auch Basil Fuleihan; arabisch باسل فليحان, DMG Bāsil Fulayḥān; * 10. September 1963 in Ain Zhalta; † 18. April 2005 in Clamart bei Paris) war ein libanesischer Abgeordneter und Minister für Wirtschaft und Handel. Er starb an den Verletzungen, die er bei einem schweren Attentat auf den Fahrzeugkonvoi auf der Corniche Beirut in Beirut auf Ex-Ministerpräsident Rafiq al-Hariri am 14. Februar 2005 erlitten hatte. Bei dem Anschlag wurden 20 weitere Menschen getötet, einschließlich Hariri. Obwohl er direkt neben Hariri saß, überlebte Fleihan zunächst den Anschlag; allerdings erlitt er Verbrennungen von über 95 Prozent seiner Hautoberfläche. Er wurde mit dem Flugzeug in das Militärkrankenhaus Percy bei Paris gebracht, wo er 63 Tage später seinen Verletzungen erlag.

## Ausbildung
Fleihan erreichte einen Bachelor in Wirtschaftswissenschaften (cum laude) an der Amerikanischen Universität Beirut (AUB) im Jahre 1984, einen Master in Internationaler und Entwicklungswirtschaft an der Universität Yale im Jahre 1985, sowie einen Ph. D. in Wirtschaftswissenschaften von der Columbia University im Jahre 1990.

## Berufliche Karriere
Von 1988 bis 1993 arbeitete Fleihan beim Internationalen Währungsfonds in Washington, D.C. Im Jahre 1993 verließ er die Stelle und eine vielversprechende Zukunft in den Vereinigten Staaten und kehrte in den Libanon zurück, wo er bei der Erneuerung des Finanzministeriums nach dem libanesischen Bürgerkrieg mitwirken sollte. Von 1993 bis 1999 lehrte Fleihan auch Wirtschaftswissenschaften an seiner alten Alma Mater, der Amerikanischen Universität von Beirut.

## Politische Karriere
Fleihan wurde im Jahre 2000 erstmals in die libanesische Nationalversammlung gewählt. Er gewann den Sitz der Protestanten in Beiruts erstem Wahlbezirk. Er stand auf der Liste von Hariris Gefolgsleuten. Im Oktober wurde er zum Minister für Wirtschaft und Handel ernannt und blieb auf dieser Position bis zum Rücktritt der Regierung im Jahre 2003.
Fleihan spielte eine wichtige Rolle in der Entwicklung des libanesischen Wirtschaftsreformprogramms, dass von Hariris internationalen Geldgebern bei einer Konferenz in Paris im November 2002 vorgestellt wurde. Die Geldgeber versprachen Kredite in Höhe von 4,3 Milliarden US-Dollar; obwohl der Plan nicht vollständig umgesetzt wurde, erhielt Libanon letztlich 2,39 Milliarden US-Dollar.

## 14. Februar 2005
Am Tage vor der Explosion hielt sich Fleihan in Genf in der Schweiz auf. Obwohl seine Frau versuchte, ihn zu einer Verlängerung seines Aufenthalts in Europa zu bewegen, bestand Fleihan darauf, in den Libanon zurückzukehren, um an einer außerordentlichen Parlamentssitzung teilzunehmen, die für den 14. Februar geplant war.
Nach der Sitzung fuhr Fleihan mit Hariri in dessen Wagen zu dem Anwesen Hariris. Etwa auf halber Wegstrecke, explodierte eine in einem Lastwagen versteckte Ein-Tonnen-Bombe als sie gerade die Meerespromenade entlang fuhren. Mindestens ein Dutzend Menschen, einschließlich Hariri und mehrere seiner Leibwächter, wurden auf der Stelle getötet; die Anzahl der Toten wuchs schließlich auf 21. Eine Untersuchung des Zwischenfalls, die der deutsche Staatsanwalt Detlev Mehlis im Auftrag der Vereinten Nationen durchführte, wurde im Oktober 2005 veröffentlicht. Dieser sogenannte Mehlis-Bericht deutete auf die Involvierung syrischer und libanesischer Offizieller in die Tat hin.
Der Bombenanschlag verursachte Aufregung in weiten Kreisen der libanesischen Bevölkerung und zündete den Funken zu der Protestbewegung, die letztlich zu der Zedernrevolution führte.

## Persönliches Leben
Fleihan war ein gläubiger Protestant und Mitglied der Nationalen Evangelischen Kirche von Beirut. Er hinterließ seine Frau Jasma und die beiden Kinder Rena und Rayan.